# Konstantin Sakajev
Konstantin Roefovitsj Sakajev (Russisch: Константин Руфович Сакаев) (Leningrad, 13 april 1972) is een Russische schaker met FIDE-rating 2642 in 2006 en 2594 in 2016. Hij is, sinds 1993, een grootmeester.

## Schaakcarrière
- Sakajev werd in 1990 wereldjeugdkampioen in de categorie tot 16 jaar, in 1992 wereldjeugdkampioen in de categorie tot 18 jaar.
- In 1993 verkreeg hij de grootmeestertitel.
- In 1999 won hij het kampioenschap van Rusland.
- In 2001/2002 nam hij deel aan het FIDE-wereldkampioenschap schaken in Moskou. In ronde drie werd hij uitgeschakeld door Jevgeni Barejev.
- Op 10 juli 2005 vond de lange afstand wedstrijd tussen New York en Sint-Petersburg plaats die met 2 - 6 door de Russen gewonnen werd. Susan Polgar speelde een dubbele ronde tegen Aleksandr Chalifman, Alexander Onitsjoek speelde tegen Konstantin Sakajev, Boris Gulko tegen Jevgeni Aleksejev en Alexander Stripunsky tegen Nikita Vitjoegov
- Van 16 t/m 24 juli 2005 werd in Kopenhagen het open toernooi Politiken Cup 2005 verspeeld dat door Sakajev met acht punten uit tien ronden gewonnen werd. De Deen Curt Hansen eindigde met 7.5 punt op de tweede plaats en de Zwitser Viktor Kortsjnoj werd met 7.5 punt derde.[2]
- Bij de Europese Schaakkampioenschappen 2007 in Dresden werd Sakajev gedeeld  1e–7e. In de opvolgende beslissingswedstrijden eindigde hij als zesde.

## Resultaten in schaakteams
Met het Russische team won hij de Schaakolympiades van 1998 en 2000. Bij de Schaakolympiade 1994 werd hij met het tweede Russische team derde. Bij de Wereldkampioenschappen schaken voor landenteams in 2001 werd hij met het Russische team tweede en behaalde de beste individuele prestatie aan het eerste reservebord.

## Schaakverenigingen
Sakajev won de Russische kampioenschappen voor schaakverenigingen in 1992, 2000 en 2001 met Sankt Petersburg, in 1995 met Nowaja Sibir Nowosibirsk en in 2006 met Ural Oblast Swerdlowsk. Daarnaast speelde hij in Rusland ook voor TPS Saransk.
In de Duitse bondscompetitie speelde hij in 2003/04 voor Bremer SG en in 2006/07 voor SG Porz. In de Franse competitie voor schaakverenigingen speelde hij van 2005 tot 2007 voor Mulhouse Philidor. In Joegoslavië speelde Sakajev voor de schaakvereniging Goša Smederevska Palanka, waarmee hij 1997 deelnam aan de European Club Cup.

## Auteur van schaakboeken
Sakajev heeft diverse schaakboeken geschreven:
- How to get the edge against the Grünfeld (2004)
- Latest Trends in the Semi-Slav: Anti-Meran (2005)
- An Expert's Guide to the 7.Bc4 Gruenfeld (2006)
- The Queen's Gambit accepted (2008)
- The Petroff: an Expert Repertoire for Black (2011)
- Complete Slav I (2012)
- Complete Slav II (2013)

## Partij
In 1989 tijdens het toernooi om het kampioenschap van de USSR speelde hij met wit de volgende winstpartij tegen Vladimir Kramnik (code A85): 

1.d4 f5 2.c4 Pf6 3.Pc3 g6 4.f3 d6 5.e4 Lg7 6.e5 Ph5 7.g4 dxe5 8.gxh5 exd4 9.Pd5 e5 10.h4 h6 11.De2 0-0 12.Dg2 c6
13.Lxh6 Lxh6 14.Dxg6+ Lg7 15.h6 Tf7 16.Ph3 cxd5 17.Pg5 Te7 18.Tg1 Pc6 19.cxd5 Da5+ 20.Kd1 Dxd5 21.hxg7 diagram(1-0)

## Externe koppelingen
- (en)   Informatie over schaakpartijen van Konstantin Sakajev op ChessGames.com
- (en)   Informatie over schaakpartijen van Konstantin Sakajev op 365chess.com
- (en)  FIDE-ratinggegevens voor Konstantin Sakajev